# Renault Twingo Electric
Renault Twingo Electric — городской электромобиль, представленный в 2020 году французской компанией Renault. Выпускался с 2021 по 2024 год.

## Описание
Впервые Renault Twingo Electric был представлен в феврале 2020 года на Женевском автосалоне. После Zoe, это второй электромобиль Renault.
Стартовая цена, объявленная в сентябре 2021 года, составила 21 350 евро. Автомобиль Renault Twingo Electric не продавался в Соединённом Королевстве после того, как в феврале 2019 года, после фейслифтинга, компания Renault отозвала линейку Twingo. Лимитированная серия модели «Vibes», основанная на штатной комплектации «Intens», была анонсирована в июле 2020 года. Специальный оранжевый цвет Valencia был доступен только для ограниченной серии Vibes, но Vibes также мог быть указан для любого обычного серийного цвета, а позже стал доступен для обычного бензинового Twingo. На момент 2022 года автомобиль выпускался в комплектациях Life (21 550 €), Zen (24 350 €), Intense (€25 550 €) и Urban Night (26 650 €). Несмотря на то, что рекомендованная розничная цена была высокой по сравнению с бензиновым Twingo, французское правительство субсидировало электромобиль в размере до 7000 евро или 27% от цены, что сделало стоимость электрической версии сопоставимой.
Автомобиль имеет номинальный запас хода 180 или 250 км по циклу WLTP. Бортовое зарядное устройство марки Caméléon может принимать питание переменного тока мощностью до 22 кВт. Литий-ионный аккумулятор ёмкостью 22 кВт·ч был позаимствован у Zoe. Масса самого аккумулятора составляет 165 кг. Аккумулятор расположен под передними сиденьями. Автомобиль ограничен лишь источниками зарядки переменным током, поскольку порт интерфейса питания автомобиля не поддерживает вилку быстрой зарядки постоянным током. Задний тяговый двигатель R80 развивает мощность 60 кВт (80 л. с.) и крутящий момент 160 Н·м, а снаряжённая масса автомобиля составляет 1112 кг. Максимальная скорость составляет 135 км/ч, а до 100 км/ч автомобиль разгоняется за 12,6 сек. Стандартный режим вождения «D» имитирует поведение автомобиля с бензиновым двигателем с умеренным «торможением двигателем», когда нога водителя убирается с педали газа; более агрессивный и регулируемый режим регенерации «B» можно выбрать, но он не позволяет ездить одной педалью на самом высоком уровне регенерации.
Базовая комплектация («Life») подверглась критике за отсутствие ожидаемых базовых функций, таких как радио и кондиционер. Тем не менее, отсутствие вибраций и обильный крутящий момент на низких оборотах от электродвигателя были оценены для городского движения. Конкурентами являлись Volkswagen E-up! и его ребеджинговые версии SEAT Mii и Škoda Citigo-e. Внутри страны Twingo также конкурировал с Dacia Spring. По сравнению с VW и Dacia, у Twingo Electric меньший запас хода.

## Галерея
- Вид спереди
- Вид сзади